# Sainte-Anne-du-Lac
Sainte-Anne-du-Lac är en kommun i provinsen Québec i Kanada. Den ligger i regionen Laurentides, i den sydöstra delen av landet, 170 km norr om huvudstaden Ottawa.